# コアラ
コアラ（Koala、学名：Phascolarctos cinereus）は、哺乳綱双前歯目コアラ科コアラ属に分類される有袋類。8属16種がいたとされるが、環境変動などで大半は絶滅した。現生種では本種のみでコアラ科コアラ属を構成する。
日本語の別名はコモリグマ（子守熊）またはフクログマ（袋熊）であり、オーストラリア大陸東部の森林地帯（ユーカリ林など）に生息している。台湾華語では無尾熊と表記する、中国語では樹袋熊または考拉（カオラー）と表記する。
体色は背面が灰色で、腹面が白色、オーストラリア北部に生息するコアラよりも（後述の理由により）南部に生息するコアラの方が体が大きく体毛の長さも長い。タンニンや油分を多く含むユーカリの葉や、アカシア、ティーツリーの葉や芽を食べる。稀に歩くこともあり、4足歩行である。

## 分布
オーストラリア（クイーンズランド州南東部、ニューサウスウェールズ州東部、ビクトリア州、南オーストラリア州南東部）に分布している。
乾燥地帯で食料のない西オーストラリア州、タスマニア州には分布していない。分布域内では熱帯雨林、温帯のユーカリ林、疎林などに生息する。特に川沿いや海岸地帯に近い、肥沃な場所でユーカリ類に含まれるタンニンや油分が少ない場所を好む。通常は単独性で、群れを作らない。
ヨーロッパ人到来によって分布域を急激に減少させ、1930年代までには、ヨーロッパ人入植前の50%にまでに分布域は減少した。南オーストラリア州の個体群の一部には、州内外の個体群を再導入された個体群も含まれる。

## 形態

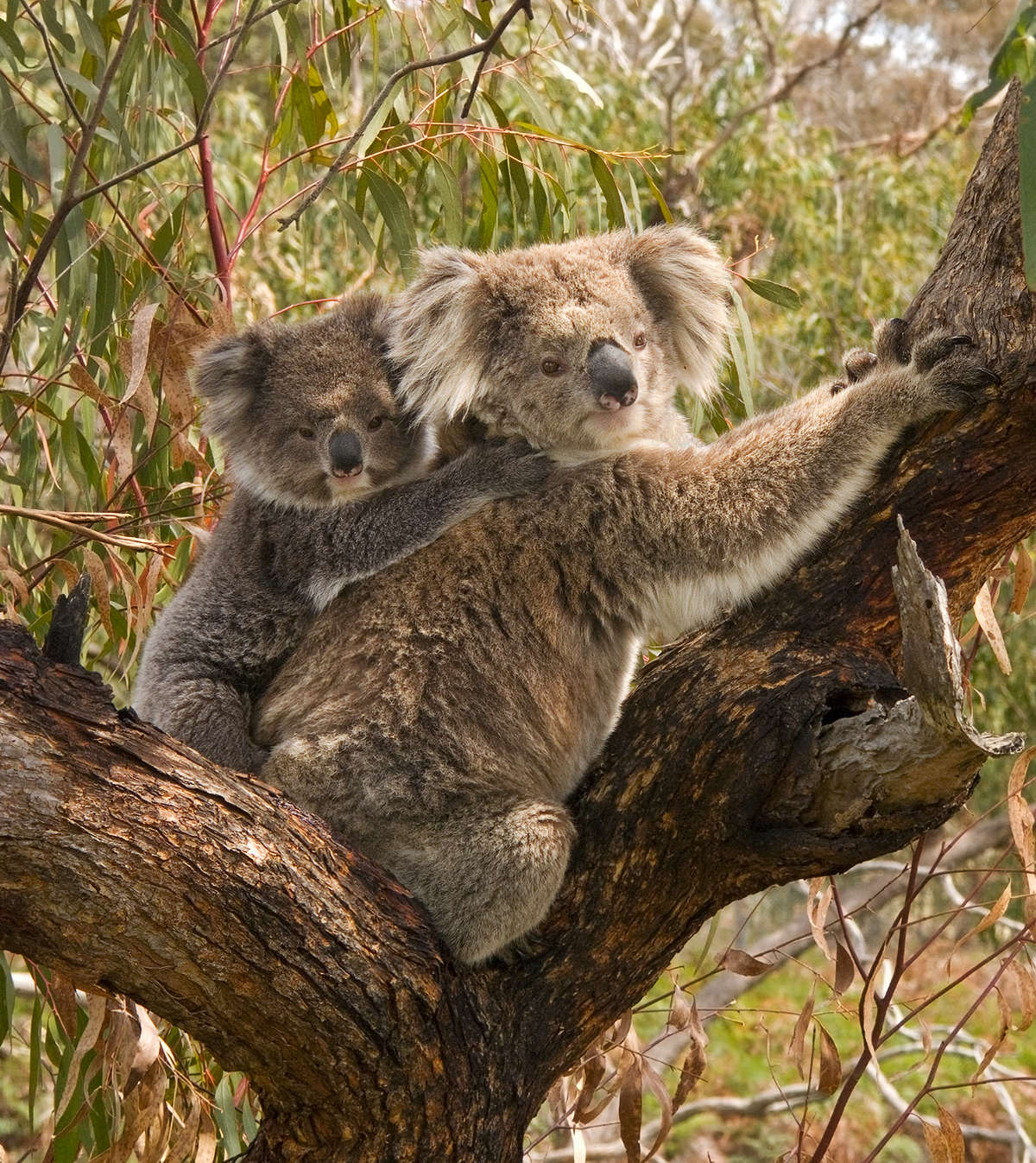
メスと子供
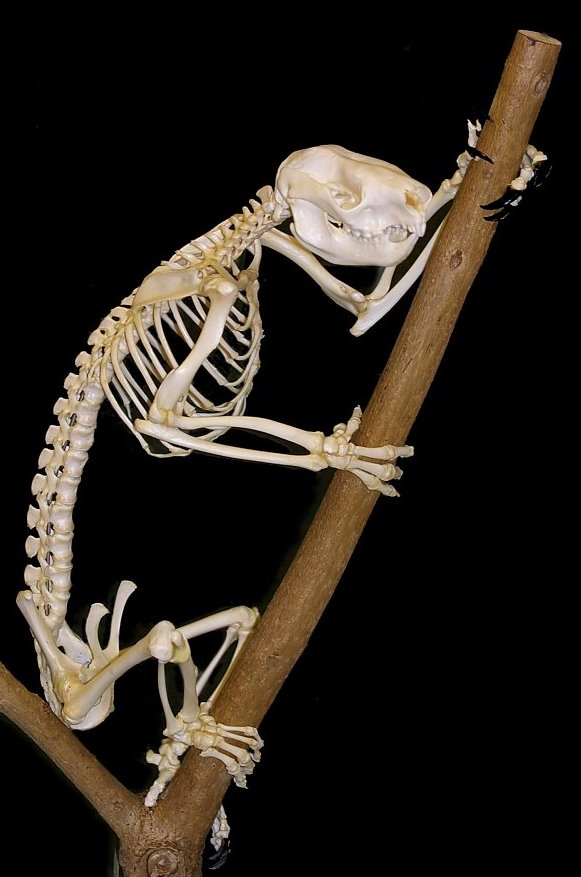
骨格

体長はクイーンズランド州に生息するコアラのオスで体長674 - 736ミリメートル、体重4.2 - 9.1キログラム、メスで体長648 - 723ミリメートル、体重4.1 - 7.3キログラム、オーストラリア南部に生息するコアラはオスで体長750 - 820ミリメートル、体重9.5 - 14.9キログラム、メスは体長680 - 730ミリメートル、体重7 - 11キログラムである。尾は外部から見えない。オスはメスよりも体重が最大で50%重く、体長も大きい。また、北部の亜種より、南部の亜種の方が25 - 35%ほど大きい。なお、尻尾は退化しており存在しない。体色は、北に行くほど個体色が薄くなり、背面が北部の亜種は灰色であり、南部の亜種は茶褐色になることがある。稀ではあるが、2017年8月にオーストラリア動物園で白色の赤ちゃんが誕生した。腹面は白色から乳白色である。体毛は厚くごわごわしている。北部の亜種に比べ南部の亜種はふさふさとしており、冬の寒さに耐えられるようになっている。オスの胸には茶色の縦線-胸腺があり、ここからにおいを発する。オスはこの腺から出るにおいや、尿のにおいにより、縄張りを主張する。外耳は小さいが周囲の体毛が長いため、特に南部亜種では大きく見える。

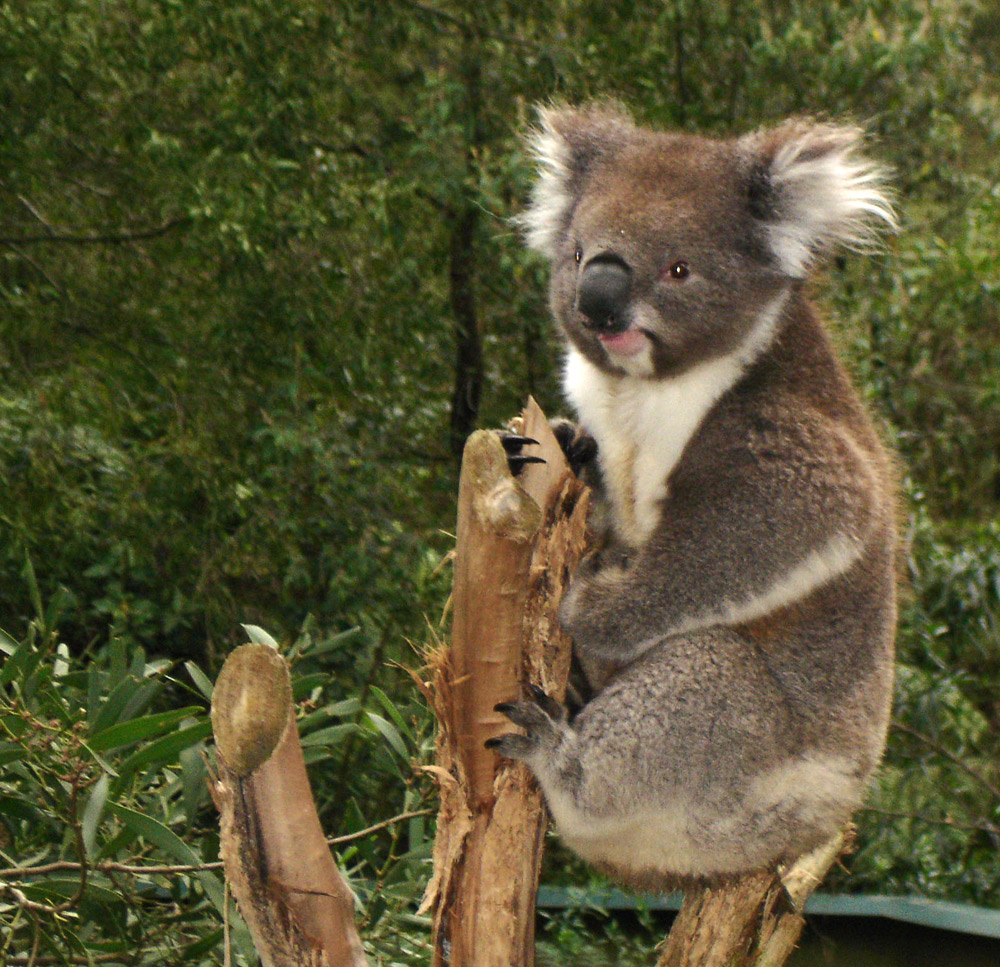
コアラのオス 胸に茶色の縦線がある
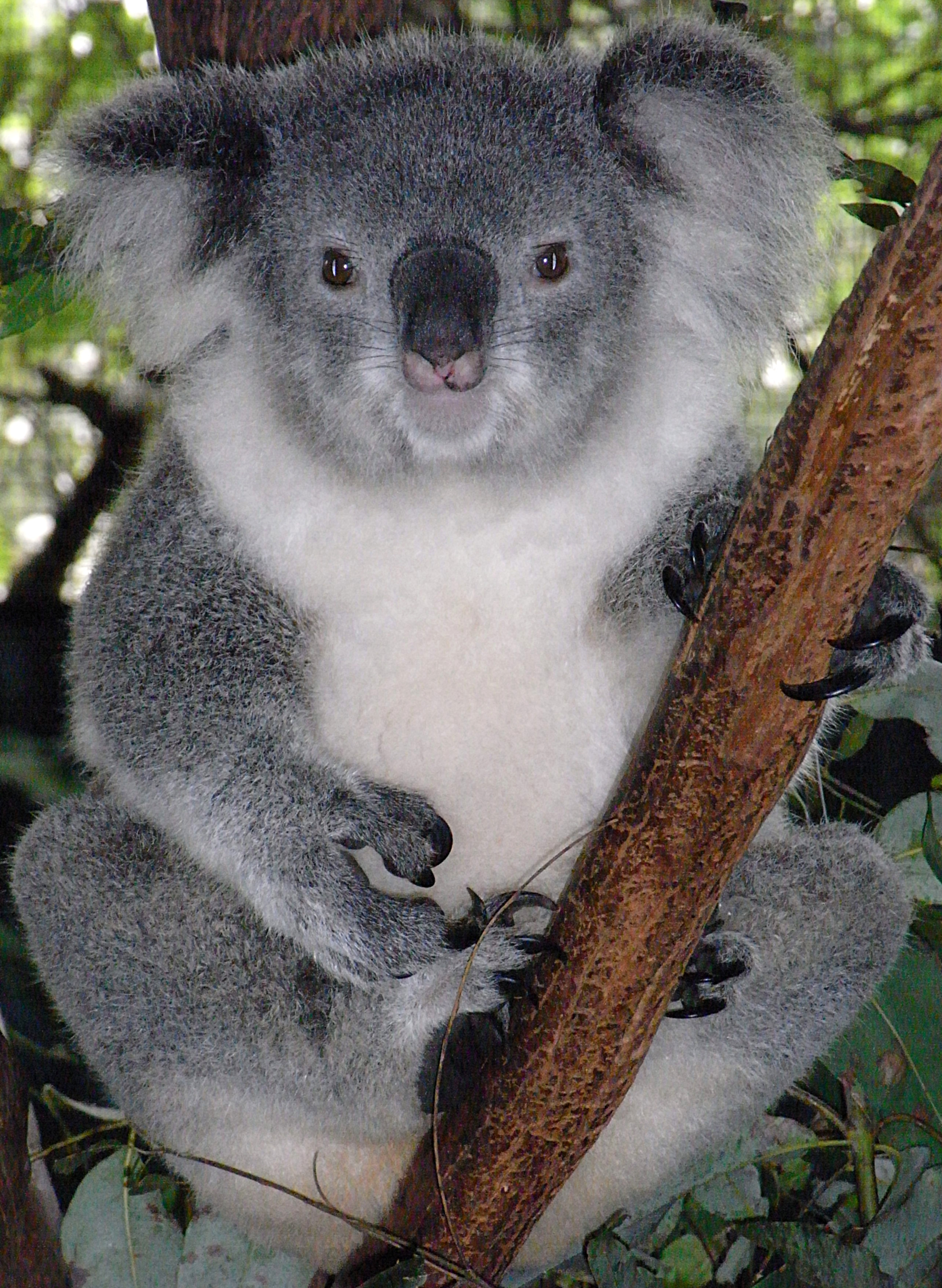
コアラのメス 胸は白色

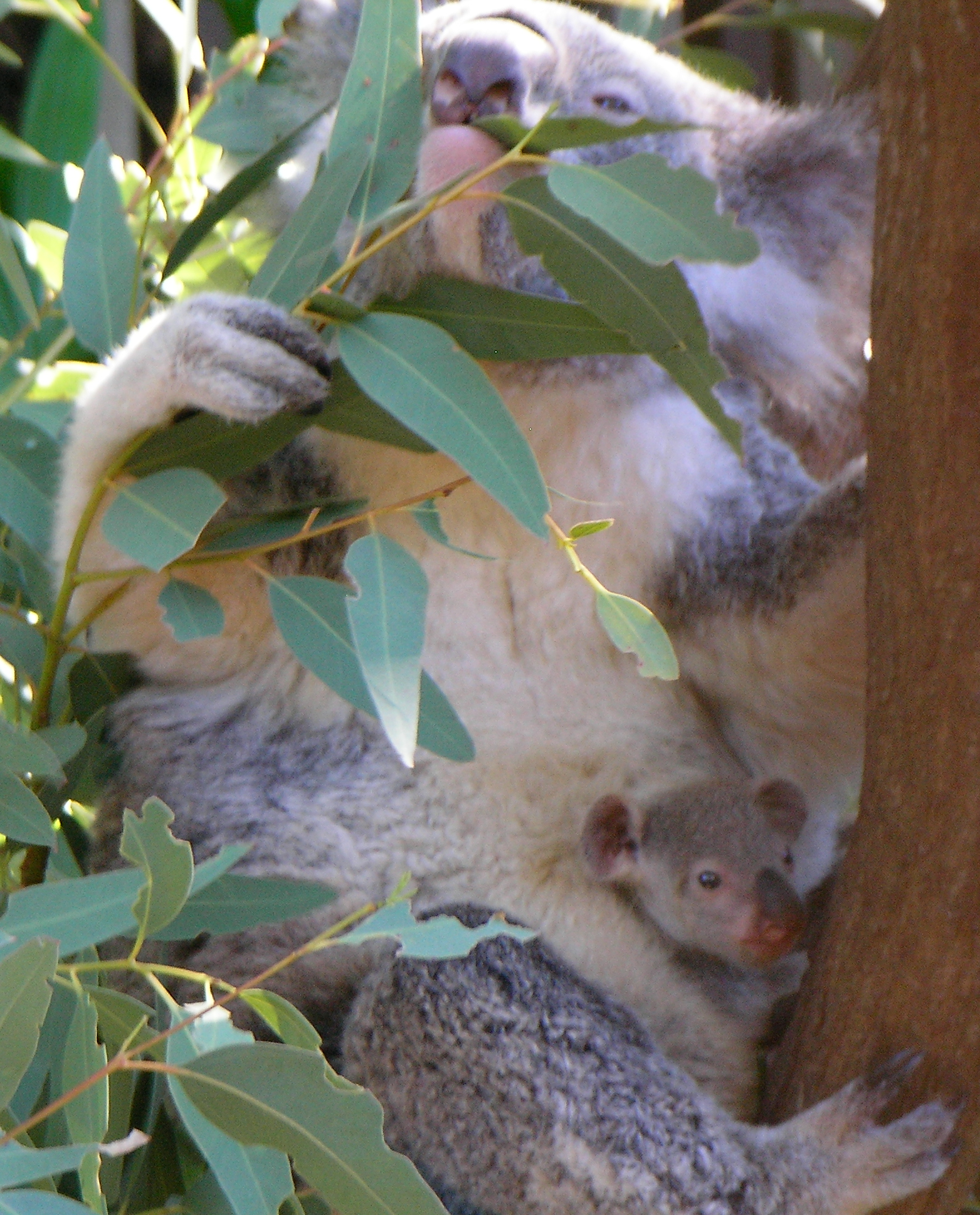
ユーカリを食べるメスと育児嚢の中の子供

メスは育児嚢を持ち、この中に乳首を2つ持っている。育児嚢はウォンバットと同じく後ろ向き、つまりコアラが座っている状態の場合、下向きについている。オスの交尾器は有袋類の独特な形状をしており、途中から二股に分かれてY字型をしていて亀頭が2つある。これはメスの膣内がY字に分かれていて、真ん中を産道が通っているためである。樹上生活に適応しており、脂肪は少なく筋肉質である。特に四肢の筋肉が発達しており、樹上を素早く移動できる。手足には鋭い爪のついた5本の指を持つ。前足は第1指と第2指とほかの3指が向かい合っており、木の枝などをつかむことができる。また、後肢の第2指と第3指は癒合しており、第1指とほかの4指が向かい合っていて、前足と同様に木の枝をつかめるようになっている。また後足の癒合した第2指、第3指の爪が他の爪よりも少し長く、これを使い毛繕いを行う。歯式はI3/1（門歯）、C1/0（犬歯）、P1/1（小臼歯）、M4/4（大臼歯）。コアラの犬歯は、肉食獣ではないため大きくはないが、臼歯はよく発達しており年齢とともにすり減っていく。

## 分類
3亜種に分かれるとされていたが、南部個体群ほど大型で長毛・濃色になること（連続的な地理変異）から亜種の有効性を疑問視する説もあった。例としてMSW3では本種に亜種を認めていない。
コアラはコアラ科コアラ属で現生する唯一の種である。化石種では他に同じ科の属、同じ属の種があり、西オーストラリア州南西部やオーストラリア中央部や北部において化石が発見されている。ヨーロッパ人による最初のコアラ目撃記録は、1798年1月26日にジョン・ハンターの使用人であったジョン・プライスがシドニー西部の高地を探検しているときであり、「先住民がCullawineと呼ぶ、アメリカのナマケモノのような生き物がいた」と記録している。その後、1802年に、探検家のフランシス・バラリアーが、先住民が “colo” と呼ぶ、サルのような生き物がいることを記録している。1816年にフランスの動物学者ブランヴィルが、コアラの属名そしてPhascolarctosを与えた。これはギリシア語の phaskolos および arktos からきており、それぞれ「皮の袋」「熊」という意味である。また1817年にドイツ人動物学者Goldfussが、種小名としてコアラに cinereus という名を与えた。この言葉はラテン語由来で、「灰色の」という意味である。19世紀に一時、同じ有袋類のウォンバットに近縁であるとされたが、1921年まではコアラは完全な樹上性であり、一方のウォンバットは地面に穴を掘る半地中性の生活を送ることから、議論の的となっていた。現在は同じウォンバット型亜目（Vombatiformes）に分類されている。
近年まで次の3亜種に分けられていたが、1999年のホールデンなどの分析により、遺伝子レベルでの違いは亜種に分けるほどに大きくはないことが確認された。
- Phascolarctos cinereus cinereus（Goldfuss, 1817）：ニューサウスウェールズコアラ：ニューサウスウェールズ州に分布する亜種。
- Phascolarctos cinereus victor Troughton 1935： ビクトリアコアラ：ビクトリア州に分布する亜種。
- Phascolarctos cinereus adustus Thomas 1923：クイーンズランドコアラ：クイーンズランド州に分布する亜種。

それぞれの名に含まれている州名がおよその分布域を示している。これら3亜種に分けない場合、ニューサウスウェールズ州北部以北に生息する個体群、ニューサウスウェールズ州中部以南からビクトリア州にかけて生息する個体群に分けられる場合もある。
体の大きさ、体毛の長さとも、寒冷域に行くほど大きく長くなる傾向がある。クイーンズランド州に生息するコアラが最も小さく体毛も短く、ビクトリア州に生息するコアラが最も大きく体毛も長く、ニューサウスウェールズ州に生息するコアラは大きさも体毛の長さも両者の中間程度である。

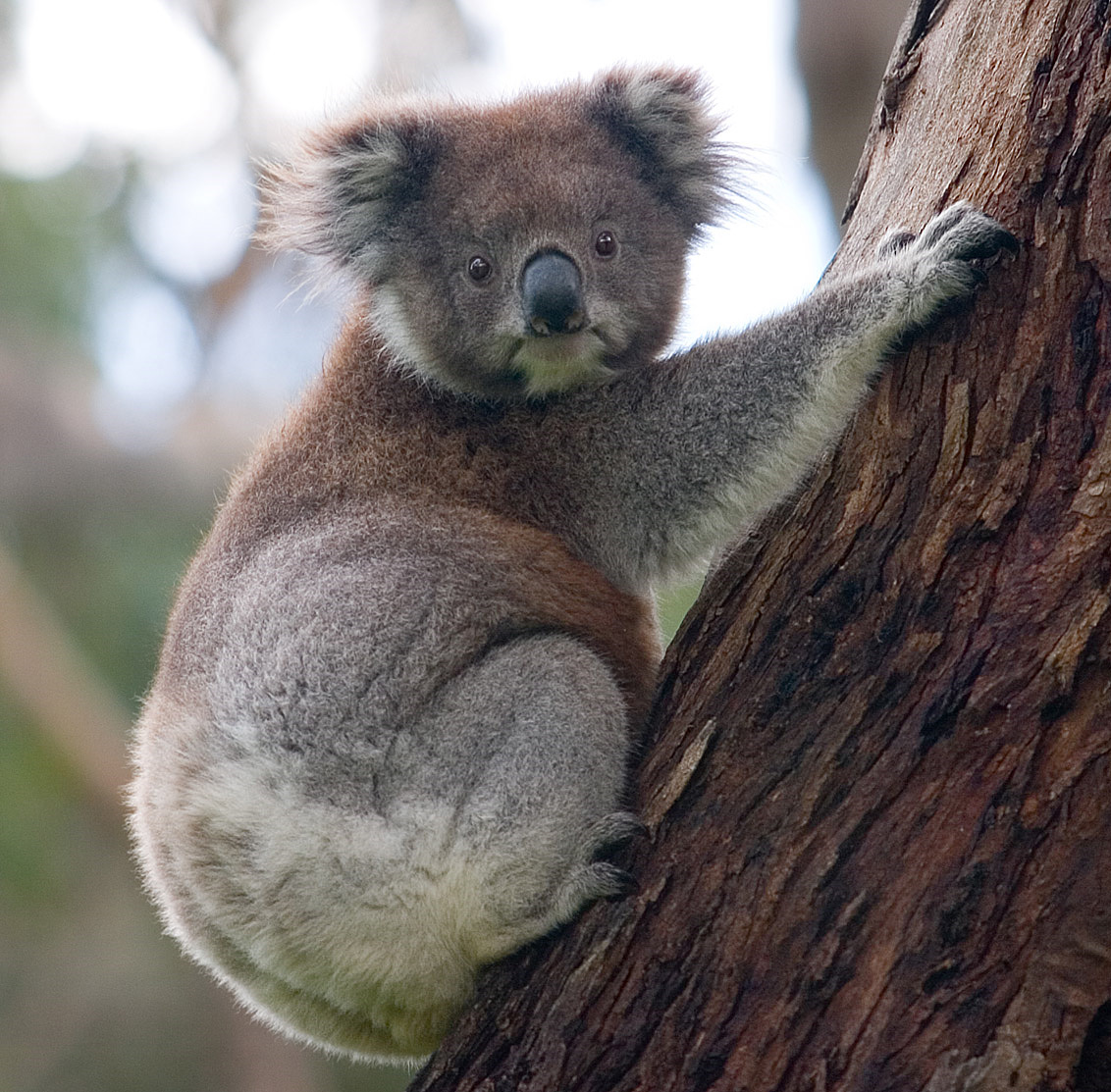
ビクトリア州に生息するコアラ
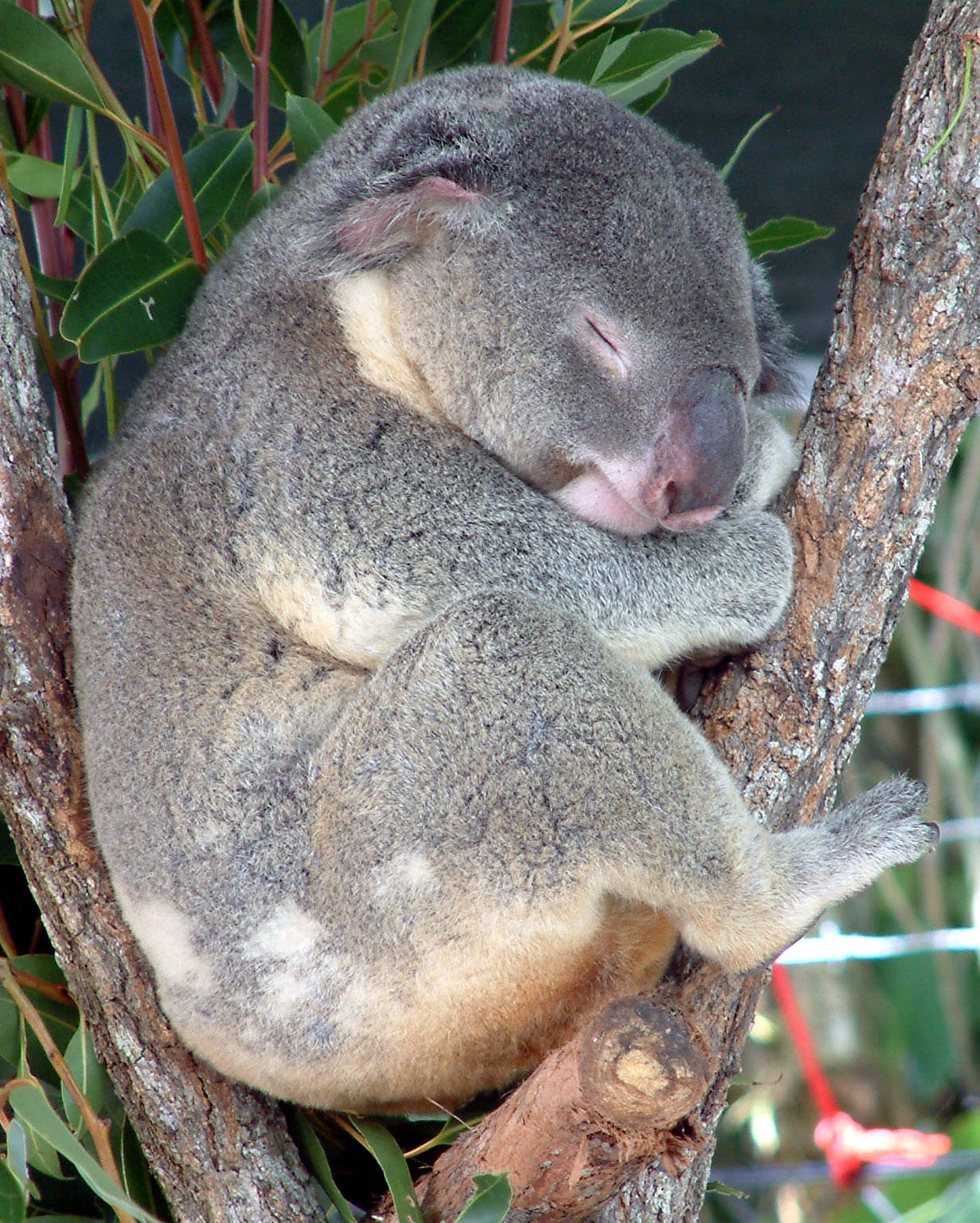
クイーンズランド州に生息するコアラ

## 生態

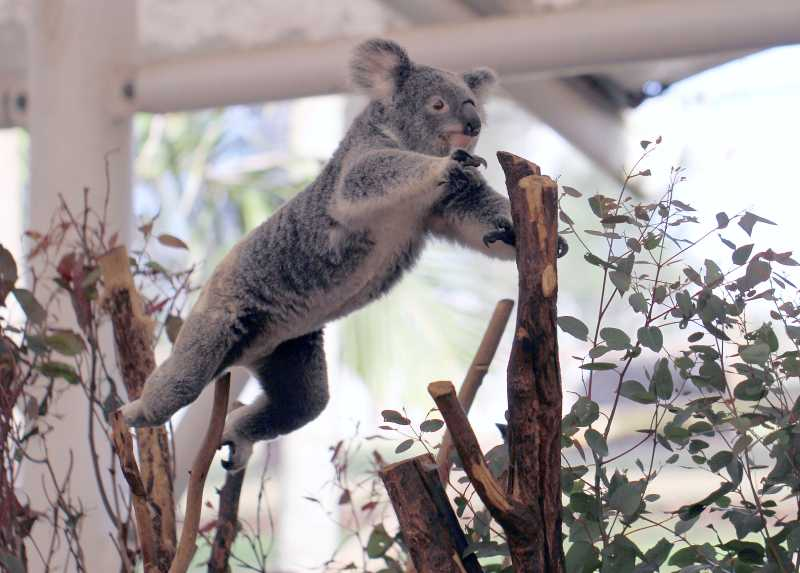
枝に飛び移るコアラ

通常は単独性で、2頭以上でいることは稀である。繁殖期にのみ、オスとメスが一緒にいたり、またメスと子供が一緒にいたりする。樹上で生活するが、木の葉を集めたものや、樹洞を利用するというようなことはせず、特定の巣は持たない。休むときは通常、葉がよく生い茂り、太陽光や雨などがしのげる樹上で休息し、たいてい木の上方3分の1くらいのところまでにいる。地上に降りることは稀だが、木から移動する際に地上に降りたり、ときには数メートルほどであれば樹間を飛び移ることもできる。一日のうち18 - 20時間以上を眠るか休んで過ごし、最も活動的になる時間は早朝および夕方で、薄明薄暮性である。この生態はナマケモノに似るが、ナマケモノは体温が一定しない変温動物であるが、コアラは36℃ほぼ一定の体温をもつ恒温動物であり、基礎代謝量もナマケモノの30倍近い 。
天敵は大きな猛禽類のほか、稀に地上を歩いたときに、ディンゴ、野生化したイヌ、キツネなどに襲われる可能性がある。
食性は草食性でユーカリやアカシア、ティーツリーの葉や芽を、一日に500グラムから1キログラム以上を食べる。オーストラリアにはユーカリは600 - 700種以上あるとされるが、食用になるユーカリはこの中で約35 - 120種である。さらに、各地域に生息するコアラは、その地域にあるすべてのユーカリを食べるのではなく、多くのユーカリの種の中から数種類のユーカリやその他の植物を好んで食べる（参照: #コアラが好むユーカリの種類について）。ユーカリの葉は、昆虫や野生動物に食べられるのを防ぐためにタンニンや油分が含まれており、消化が悪く、一般に動物の餌として適さない。コアラはユーカリを食べる前ににおいをかぎ、体内で毒素を酵素で分解できる種類の葉を選別してから食べる。さらに盲腸で発酵させることでユーカリの毒素を分解し、消化吸収する。コアラの盲腸の長さは2メートルある。コアラが常食する食物は栄養に乏しく、活発な行動をするためのエネルギーを得ることができないため、一日のうち18 - 20時間を眠って過ごすことで、エネルギーを節約している。通常、水分はユーカリ（種類にもよるが50 - 70%の水分を含む）などの食物からのみ摂取し、直接水を飲むことは稀であるが、野火などでユーカリの葉が焼けたり猛暑で脱水症状に陥ったりしたコアラが水を飲む姿が度々目撃されている。
通常、木の上で糞をする。糞の形状は円筒形をしており、成獣の場合で長さは約2センチ前後で、排出されたばかりの糞はユーカリ特有の匂いがし、表面は乾燥するとざらざらとしている。色は食べたものによるが、褐色、茶褐色から青みもしくは緑みがかった褐色をしている。
1970年代にクラミジアに感染している個体が確認され、1982年までにブリスベン森林公園やフィリップ島などで、クラミジアへの感染率が80 - 90%になっているのが確認された。クラミジアは今なお、コアラの間で流行しており、これにより目が見えなくなったり、またメスの場合は不妊などを引き起こしている。クラミジアが確認されなかったフレンチ島のコアラの繁殖率は約80%に達していたのに対し、ブリスベン森林公園でのコアラの繁殖率は40 - 50%、フィリップ島では10 - 15%であった。現在、生息しているコアラの大部分はクラミジアを保有しているとされ、生息地の環境破壊などストレスの増加により症状が発症するとされ、このことは人間の活動の結果による生息地の破壊や、交通事故などによるコアラの生息頭数の減少数などと同様に問題となっている。また、クラミジアに対するワクチンを開発し野生個体に注射することで、これらの生息地の開発・破壊を防ぎ、コアラがストレスなく生息できる環境を作ることが有効とされる。クラミジアに感染した個体は上述のような不妊や失明を起こす。またクラミジア流行は、コアラの遺伝子内に免疫を低下させる「内在性レトロウィルス」が含まれていることも一因とされている。クラミジアは治療が可能であるが、抗生物質を使用すると腸内細菌が死滅してユーカリを体内で分解できず、コアラが餓死するリスクになるとされる。

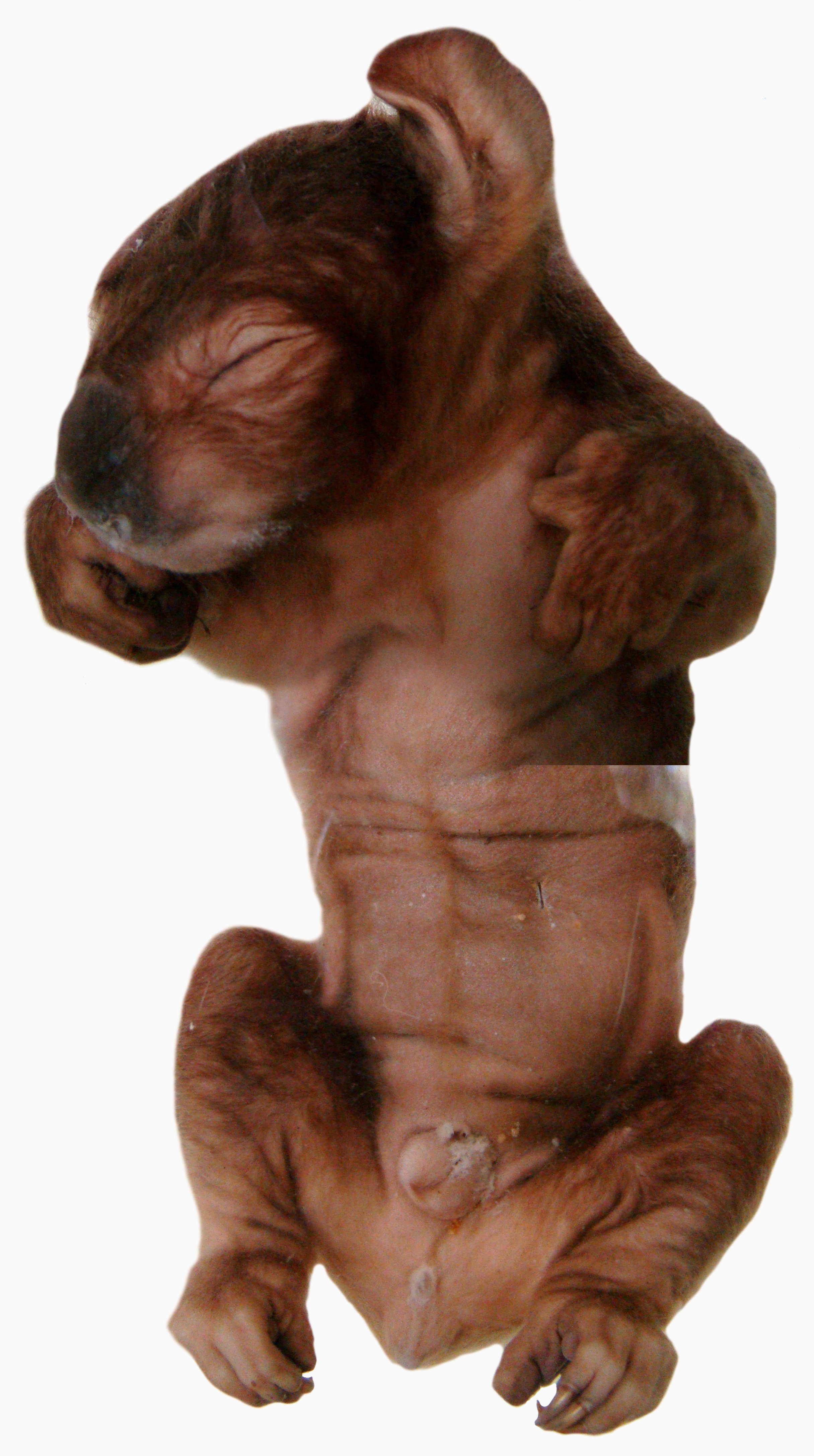
子供

繁殖様式は胎生。繁殖期は地域によるが、通常初春の9月から夏の2月までである。ほとんど鳴くことはないが、繁殖期になるとオスが縄張りを誇示するために鳴くことがある。交尾は繁殖期に、パートナーとなったメスがオスを拒絶しない反応を見せて初めて行われる。通常、餌の状況や気候など生息時の状況がよければ、一年に一度、交尾から約1か月後に1子を出産し、双子は稀である。妊娠期間は34 - 36日。新生児は体重約0.5グラム、体長2センチメートル程度。体毛は生えておらず、体色はピンク色をしている。また目が開いておらず、歯も生えていない。メスの腹部にある育児嚢で約6 - 7か月間育てられる。約22週で目が開き、約24週で歯が生え始める。子育ては専ら母親のみが行う。母親は盲腸内でユーカリを半消化状態にすることで緑色のパップという離乳食を作る。生後約22週を過ぎたあたりから、子供は育児嚢から顔を出し始め、母親の肛門からパップを直接食べる。パップを食べる行動はその後約6 - 8週間続き、子供はパップによってユーカリの葉を消化するための微生物を得て、一生涯にわたり、母親と同じ数種の葉を食べるようになる。この時期の母親の糞はペースト状の無味無臭で、他の動物でも糞を食べることはあるが、主食を食べられるようになるために糞を摂取するのはコアラだけである。育児嚢から完全に出始めるのは、26 - 27週目くらいからであり、この時期は母親に抱かれたり、育児嚢に入ったりしながら過ごす。36週目くらいになると体重が1キロになり、育児嚢にはもう戻らない。体重が約2キログラムほどになるまでは母親に背負われて過ごし、12か月までに乳離れをする。この期間は猛禽類やニシキヘビに捕食される可能性が高まる。母親は子供が1歳になる頃、新たなオスと交尾して弟や妹を作り、上の子供を育てなくなる。親離れしたオスは約18か月までに数キロメートル離れた新しい生息地へと分散していくが、メスは通常は母親の生息域に留まる。オスは生後2年で性成熟するが、生後4年に達してから繁殖に参加することが多い。オスは2、3年で成熟するが、通常は縄張りを持つまでは繁殖に参加せず、5年ほど経つと繁殖するようになる。メスは生後2年で性成熟する。メスは2年で繁殖可能となり、条件がよければ毎年子を産み、12-15歳まで繁殖を行う。寿命は野生下でメスで18年以下であり、オスはメスよりも寿命が数年短い。

### コアラが好むユーカリの種類について
先述の通りコアラが食べるユーカリの種類は限られているが、オーストラリア南部の個体群はリボンガム（Eucalyptus viminalis）や Eucalyptus ovata を、同国北部の個体群はグレイアイアンガム（Eucalyptus punctata）・セキザイユーカリ（Eucalyptus camaldulensis）・クーパーユーカリ（Eucalyptus tereticornis）を好むという傾向が見られる（Macdonald (1984)）。
また、コアラのユーカリの好みに関しての調査例も存在する。調査対象とされたのは日本の埼玉県こども動物自然公園で飼育されていたオーストラリア東部ブリズベンのローンパイン・コアラ・サンクチュアリ出身のコアラたちであり、同動物園の野外施設で栽培、1989年5月15日および30日に収穫された16種のユーカリが用意され、日ごとにそのうち7-8種がコアラたちに与えられた。その結果、16種のユーカリは3つのグループに大別されるということが浮かび上がった。1つは喜んで食べられ、コアラたちの食事の平均して20パーセントを超える割合を占めたグループ（計3種）、2つ目は時々食べられ、全体でコアラたちの食事の20パーセント未満をなすグループ（計6種）、そしてほとんど食べられず全体でコアラたちの食事の1パーセントにも満たなかったグループ（計7種）である。16種の詳細な内訳は次の表の通りである。なお各種の日本語名はYList、YList にないものは『熱帯植物要覧 第4版』に拠り、分類情報はキュー植物園系データベース World Checklist of Selected Plant Families に従った。
2018年に発表された遺伝子解析により、コアラの味覚や解毒酵素は、ユーカリの適切な選択と消化のために、遺伝子レベルで進化していることが明らかにされている。
| 高頻度（平均20パーセント超え） | 中頻度（合計でも20パーセント未満） | ほぼ不食（合計でも1パーセント未満） |
| --- | --- | --- |
| - タローウッド（Eucalyptus microcorys） - クーパーユーカリ（Eucalyptus tereticornis） - セキザイユーカリ（Eucalyptus camaldulensis） | - グレイアイアンガム（Eucalyptus punctata） - グレイガム（Eucalyptus propinqua） - オオバユーカリ（Eucalyptus robusta） - シドニーブルーガム（Eucalyptus saligna） - Eucalyptus racemosa (シノニム: E. signata) - リボンガム（Eucalyptus viminalis） | - ホワイトガム（Eucalyptus haemastoma） - Eucalyptus radiata - Eucalyptus crebra - Eucalyptus rudis - Eucalyptus goniocalyx - ユーカリプタス・ルビダ（Eucalyptus rubida） - ユーカリプタス・ビコスタタ（Eucalyptus globulus subsp. bicostata; シノニム: E. bicostata） |

## 人間との関係
“koala” の名前はダルク語の gula に由来するものである。元来、母音の /u/ はアルファベットで oo と綴られ、スペルは coola、koolah と表記されたが、表記ミスにより oa と変わった 。この言葉は、"doesn't drink"（水を飲まない）を意味すると誤って言われている。
コアラはクマの一種ではないが、18世紀後半にやってきた英語を話すヨーロッパ人入植者により、クマに似ていることから koala bear（コアラグマ）と呼ばれた。分類学的には不適切であるが、koala bear の名前は現在でもオーストラリア以外で使われているが、この名称は不正確であるため、使うことは推奨されていない。
他の英語表記には、クマを意味する “bear” をもとに、monkey bear（猿クマ）、native bear（固有のクマ）、tree-bear（木のクマ）などと呼ばれることがある。また日本語ではコモリグマなどと呼ばれることがある。
森林伐採や山火事による生息地の破壊、毛皮用の狩猟、交通事故、イヌによる捕食などにより生息数は減少している。オーストラリアコアラ基金は2021年9月20日、大規模な山火事や旱魃などにより過去3年でコアラの生息数は最大で5万8000匹、最少で3万2000匹へ減少し、128あった生息地のうち47で野生の個体がいなくなったと発表した。カンガルー島では6万頭中4万頭が被災したとされる。

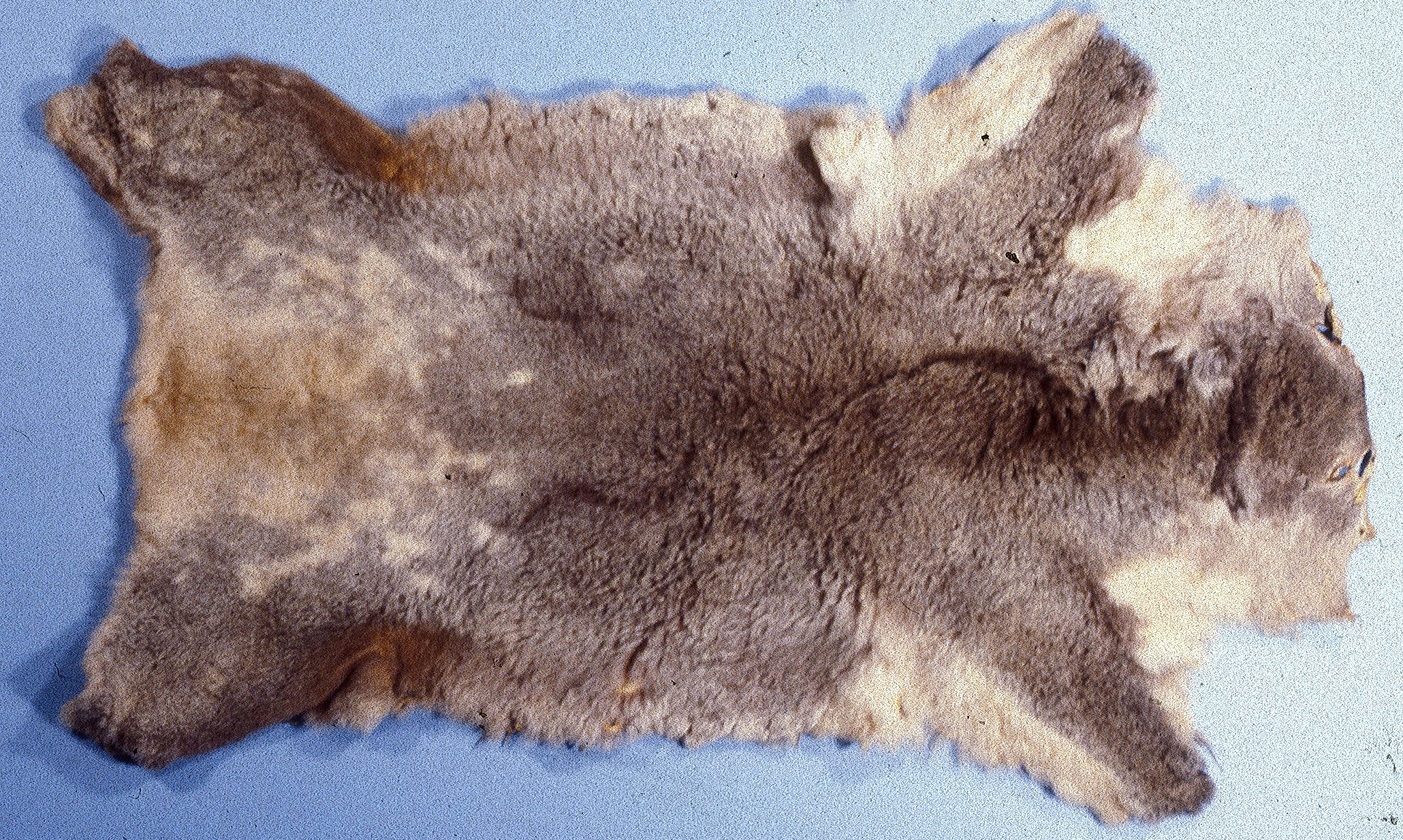
コアラの毛皮

ヨーロッパ人の入植以前から、オーストラリア先住民が食糧としていた。しかし、ヨーロッパ人到達の植民地化以降、特に1860年代から1920年代後半にかけてコアラの毛皮をとるために狩猟が行われており、イギリスのロンドンだけで毎年1 - 3万頭分もの毛皮が販売されていた。たとえば1889年には30万頭分の毛皮がイギリスへ輸出され、また1920年代にはアメリカ合衆国への輸出がされていた。一時的にではあるが1898年にはビクトリア州で、1906年にはクイーンズランド州でコアラの狩猟が禁止されたが、この間も狩猟が行われ、「ウォンバットの毛皮」として輸出されていた。また、最盛期にあたる1919年にはクイーンズランド州では100万頭以上が、1924年にはニューサウスウェールズ州で100万頭以上ものコアラが毛皮のために捕獲され、また1927年には狩猟が許可された期間である約1か月間で58万5,000頭弱分ものコアラが捕獲され、毛皮がとられた。このように捕獲がしやすかったコアラは次々と毛皮のために狩猟されていき、1930年代後半までには南オーストラリア州では絶滅の危機に瀕し、その他の州では急激に減少していた。このような乱獲や開発による生息地の分断などにより、クイーンズランド州北部、南オーストラリア州、またニューサウスウェールズ州とビクトリア州の州境付近などで個体群が孤立した。
その後、保護活動がなされ、ビクトリア州フィリップ島やフレンチ島などから、本土のビクトリア州、南オーストラリア州などに再導入されている。特に南オーストラリア州には1920年代から1960年代にかけて、数度の再導入が試みられてきた。
現在、コアラの個体数は、オーストラリア政府は判断をしていないが、オーストラリアコアラ財団により10万頭以下であると予想されている。資料によっては4万3,000頭とされることもある。しかし、全ての地域で個体数を減らし続けているわけではなく、グレートディバイディング山脈西部のいくつかの個体群などでは個体数が増加し、分布域を広げている。また南オーストラリア州においては、再導入の結果、ヨーロッパ人入植時よりも多くの個体数がより広範囲に分布している。
一方で、再導入された島嶼部や自然分布以外の地域、分断された生息地などにおいて、コアラによるユーカリの食害が報告されており、問題となっている。
2025年3月に起きた森林火災の影響で、オーストラリア南東部ビクトリア州のブジビム国立公園内のコアラが重度のやけどを負ったり飢餓状態に。州政府が災害時の動物福祉計画に基づき「安楽死」を決定し、コアラ約700頭がヘリコプターからの狙撃で殺処分された。

### 保全状態の評価
オーストラリア政府の法律では、サウス・イースト・クイーンズランド地域の個体群を除き保護対象になっておらず、2010年9月30日までに再評価を行うとしている。また、オーストラリア政府はコアラの保護政策を各州政府に任せている。クイーンズランド州ではサウス・イースト・クイーンズランド地域の個体群を危急種（Vulnerable）に、その他の地域のコアラを軽度懸念（Least Concern）に指定している。ニューサウスウェールズ州はワリンガのピットウォーター地区と、グレート・レークスのティー・ガーデン地区およびホークス・ネスト地区のコアラを絶滅危惧（Endangered）に、その他を危急種（Vulnerable）に指定している。ビクトリア州では野生動物全般を扱う法（Wildlife Act 1975）の下に野生動物の取引などを制限しているが、保全状態の評価はしていない。南オーストラリア州もビクトリア州と同じように野生動物全般を扱う法（National Parks and Wildlife Act 1972）で野生動物や生息地の保護、取引や狩猟などの行為を制限している。近年まで希少種（Rare）とされていたが、2008年に指定から外された。2022年2月11日にはニューサウスウェールズ、クイーンズに生息するコアラについて、近年の大規模森林火災などで絶滅の危険が増大したとして「絶滅危惧種」に指定したと発表。傍らで保護において全力を挙げる姿勢を鮮明にしている。
南部亜種のコアラは遺伝的多様性が低下し、個体数の増加に向けた取り組みが必要とされ、北部亜種との掛け合わせが禁止されている。

アメリカ合衆国では絶滅の危機に瀕する種の保存に関する法律により、絶滅危惧種（Threatened）に指定された。

### コアラの飼育施設
コアラは動物の中でも非常に神経質で、人工施設内で飼育する場合は環境変化によってコアラ・ストレス・シンドロームを発症しやすく、飼育には細心の注意が必要とされる。
日本では1984年に初めて輸入され、鹿児島市平川動物公園、多摩動物公園、東山動植物園で各2頭ずつ計6頭のオスの飼育が開始された。このうち鹿児島市平川動物公園では、1986年に日本では初めて飼育下繁殖に成功した。

東山動植物園のコアラ

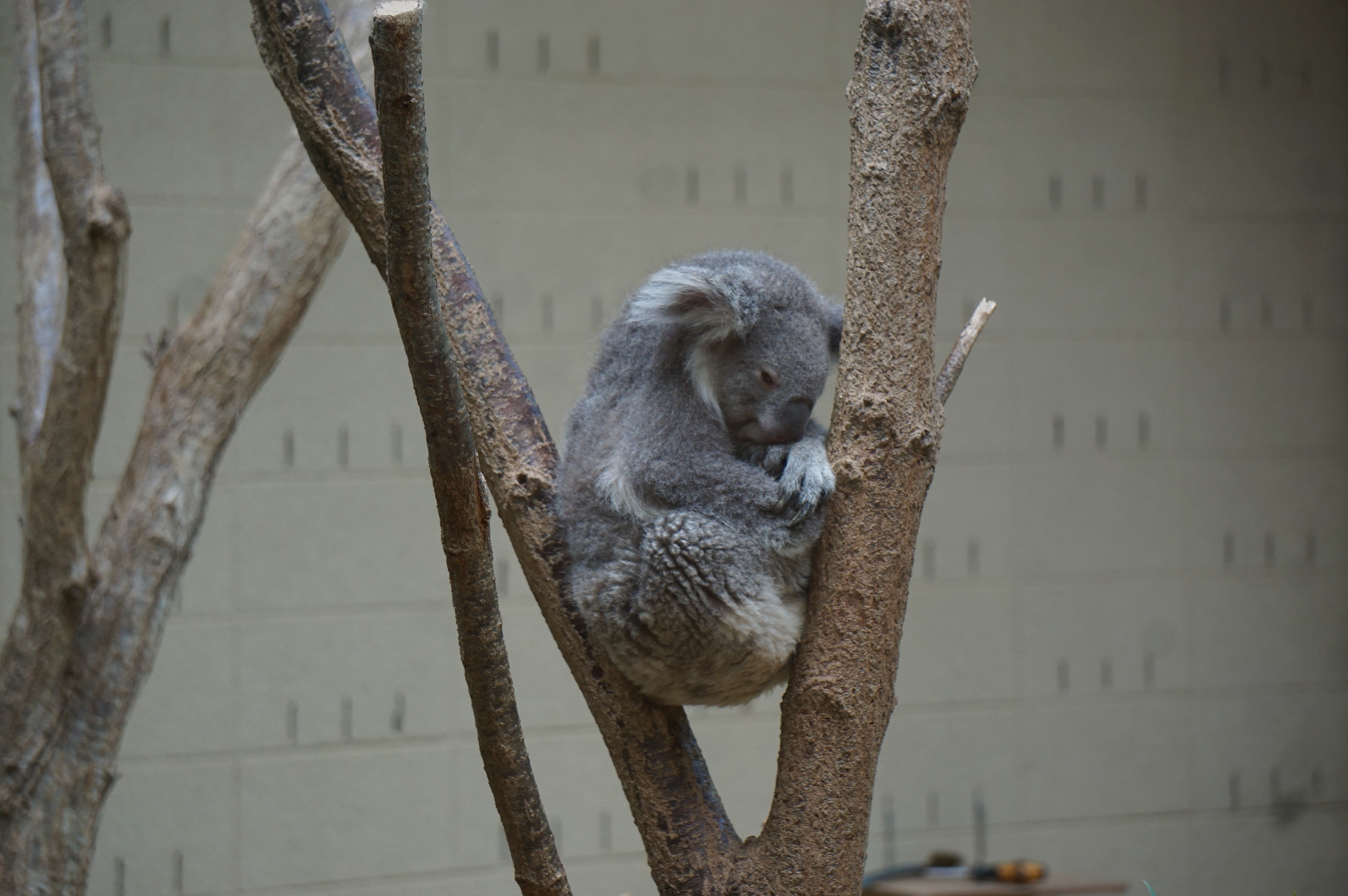
神戸市立王子動物園のコアラ

1980年までオーストラリア以外でコアラを見ることができたのは、1915年にコアラの飼育を始めたアメリカ合衆国のサンディエゴ動物園だけであり、コアラの生息数が減少してからはオーストラリア政府は海外へ輸出することを禁止していた。1980年にオーストラリアの法律が改正され、1984年および1985年にオーストラリアのタロンガ動物園から日本の多摩動物公園、東山動植物園、平川動物公園の3園に贈られた。
このときにユーカリが日本で育てられるかも調べられたほか、コアラが到着する3週間前には餌となるユーカリが輸入され、またそれと同時に、コアラにはどのような葉が適しているのか、一日にどのくらい食べるのかなど、様々な飼育方法などの情報が提供された。このとき、日本では「コアラ・ブーム」が沸き上がることとなった。オーストラリアからコアラが贈られた際、日本からはそのお返しにオオサンショウウオを贈っている。
さらに翌年1986年に埼玉県こども動物自然公園、横浜市立金沢動物園（コアラ騒動）、1987年に淡路ファームパーク イングランドの丘、1989年に大阪市天王寺動物園、1991年に神戸市立王子動物園、1996年に沖縄こどもの国と増えている。または1998年に草津熱帯圏で期間限定でコアラ展を開催してコアラを展示していた。草津熱帯圏で飼育していたコアラは金沢動物園から借りたコアラである。2010年に沖縄こどもの国で飼育されていたコアラが死亡し、2019年には、大阪市天王寺動物園のコアラがイギリスの動物園ロングリートサファリパークへ譲渡されたため、2023年現在、日本国内でコアラを飼育している動物園は7園である。
しかし、近年コアラの飼育数が減少しているため、全国のコアラを飼育する動物園が協同繁殖に取り組んでいる。最も問題となるのがコアラの餌で、前述のようにコアラはユーカリなど決まった植物の中からさらに特定の種類、しかも若い木の葉ではいけないなどの嗜好があり、大量に食べるため、合理的にコアラを飼育するには餌用のユーカリを専門に栽培する農家の存在と、ユーカリを年中安定して供給できる環境が必要である。また、初来日時のコアラ・ブームが去ってコアラの動物園などへの集客力がジャイアントパンダなどに比べて大幅に落ちている。
日本動物園で飼育されているコアラの大半は北部亜種で、南部亜種は淡路ファームパーク イングランドの丘が唯一飼育している。また個体ごとの「誕生日」は、育児嚢から顔を出した日と定めている施設もあり、一概に生まれた日とは限らないのが現状である。

## 関連文献
英語:
- Macdonald, David (1984). Encyclopedia of Mammals. NY: Facts on File. NCID BA47105709